# アンドロメダ座クシー星
アンドロメダ座ξ星は、アンドロメダ座の恒星で5等星。黄色の巨星。

## 名称
学名はξ Andromedae（略称はξ And）。固有名アディル (Adhil) は、アラビア語で「ローブのすそ」を意味する al-dhail に由来する。元々アラビア語版のアルマゲストでアンドロメダ座A星やχ星に使われていた名前が、近年誤ってξ星に用いられるようになったものであるが、2016年8月21日に国際天文学連合の恒星の命名に関するワーキンググループ (Working Group on Star Names, WGSN) は、Adhil をアンドロメダ座ξ星の固有名として正式に承認した。